# Таусугур
Таусугу́р (каз. Таусүгір) — село у складі Єнбекшиказахського району Алматинської області Казахстану. Входить до складу Асинського сільського округу.
У радянські часи село називалось Сугур.
Населення — 55 осіб (2021; 66 у 2009, 51 у 1999, 77 у 1989).